# Wcześniejsza emerytura w rolnictwie
Wcześniejsza emerytura w rolnictwie (ang. Early retirement in agriculture) – regulacja europejska mająca na celu skłonić rolnika do rezygnacji z kierowania gospodarstwem, zapewnić szybszą rotację pokoleń, obniżyć średni wiek osób prowadzących działalność rolniczą, przyspieszyć przemiany agrarne i podnieść rentowność gospodarstw rolnych.

## Regulacje Wspólnoty w zakresie wcześniejszych emerytur w rolnictwie
W rozporządzeniu Rady WE z 1999 r. przyjęto działanie określane jako wcześniejsze emerytury. Wsparcie w sprawie wcześniejszych emerytur miało na celu zapewnienia dochodu starszym rolnikom, którzy decydują się na zaprzestanie gospodarowania. Ponadto celem było zachęcenia do zastępowania starszych rolników przez rolników młodych, którym pozostawiono rentowne gospodarstwa rolne. Działanie wcześniejszych emerytur realizowane było w ramach programu rozwoju obszarów wiejskich na lata 2000–2006.
Rolnik przekazujący gospodarstwo rolne zobowiązany był do:
- zaprzestania całkowicie prowadzenia komercyjnej gospodarki rolnej;
- mieć nie mniej niż 55 lat i nie osiągnąć normalnego wieku emerytalnego;
- prowadzić gospodarstwo rolne przez 10 lat poprzedzających przekazanie gospodarstwa.

Rolnik przejmujący gospodarstwo:
- zastępuje przekazującego gospodarstwo i staje się kierownikiem tego gospodarstwa;
- rentowność przekazywanego gospodarstwa musi ulec poprawie;
- posiada odpowiednią wiedzę i umiejętności zawodowe;
- podejmuje się prowadzić działalność rolniczą w gospodarstwie przez co najmniej 5 lat.

Okres udzielania wsparcia w przejściu na wcześniejszą emeryturę nie mógł przekroczyć 15 lat dla osoby przekazującej gospodarstwo rolne. Wsparcie było udzielane osobom, które przekazały gospodarstwo rolne nie dłużej niż do ukończenia przez nie 75 lat życia. 
Najwyższa kwota wsparcia ustalona została w wysokości 15 000 euro na rok, zaś całkowita kwota na osobę przekazującą gospodarstwo nie mogła przekroczyć 150 000 euro.

## Wcześniejsze emerytury w rolnictwie w świetle rozporządzenia z 2005 r.
W rozporządzeniu Rady WE z 2005 r. wsparcie ukierunkowane zostało na konkurencyjność sektora rolnego, w tym przyjęto działanie wcześniejsze emerytury. Działanie wcześniejszych emerytur realizowane było w ramach programu rozwoju obszarów wiejskich na lata 2007–2013.
Wsparcie związane z wcześniejszymi emeryturami udzielane było rolnikom, którzy decydują się na zaprzestanie działalności rolniczej w celu przekazania gospodarstwa innym rolnikom.
Rolnik przekazujący gospodarstwo rolne:
- ma nie mniej niż 55 lat, ale nie jest jeszcze w normalnym wieku emerytalnym w momencie przekazania;
- ma nie więcej niż 10 lat mniej niż wymagane dla normalnego wieku emerytalnego;
- zaprzestaje ostatecznie wszelkiej komercyjnej działalności rolniczej;
- prowadził działalność rolniczą przez 10 lat poprzedzających przekazanie.

Rolnik przejmujący gospodarstwo rolne:
- zastąpi przekazującego gospodarstwo poprzez podjęcie działalności;
- jest rolnikiem poniżej 50 roku życia;
- zwiększy wielkość gospodarstwa rolnego.

Całkowity czas trwania wsparcia z tytułu wcześniejszej emerytury nie może przekroczyć 15 lat dla przekazującego gospodarstwo i nie dłużej niż do 70 roku życia. 
Maksymalna dopuszczalna kwota wsparcia ustalona została na poziomie 18 000 euro rocznie na osobę. Zaś całkowita kwota na przekazującego gospodarstwo rolne wynosiła 180 000 euro.
W rozporządzeniu Parlament Europejskiego i Rady UE z 2013 r. nie pojawiło się działanie związane z wcześniejszymi emeryturami w rolnictwie. W budżetach programu rozwoju obszarów wiejskich na lata 2014–2020 występują obciążenia związane z przyjętymi wieloletnimi zobowiązaniami wynikającymi z działań odnośnie do wcześniejszych emerytur w rolnictwie.